# انجمن آثار ملی
انجمن آثار و مفاخر فرهنگی که در ابتدا انجمن آثار ملی نام داشت، از نهادهای فرهنگی در ایران معاصر است که به همت جمعی از شخصیت‌های فرهنگی در ۱۳۰۱ خورشیدی با هدف حفظ آثار کهن ایرانی و معرفی آن‌ها در تهران تشکیل شد.

## تاریخچه انجمن
انجمن آثار و مفاخر فرهنگی-که در گذشته «انجمن آثار ملی» نام داشت – در پاییز ۱۳۰۱ هـ. ش به همت گروهی از رجال دانشور و علاقه‌مند به آثار تاریخی و حفظ آن، بر اساس اساسنامه ای در ۱۴ ماده و با هدف «ازدیاد علاقه عامه به آثار قدیم تاریخی و علمی و صنعتی ایران و به منظور نگاهداری صنایع مستظرفه و صنایع دستی و حفظ سبک و شیوه قدیم آنها» تأسیس شد.

### دوره اول انجمن(۱۳۰۱ تا ۱۳۲۰)
دوره اول از ۱۳۰۱ ش آغاز می‌شود که پس از برگزاری جشن هزاره فردوسی (۱۳۱۳) خاتمه می‌یابد.
دوره اول فعالیت انجمن مربوط به سال ۱۳۰۱ تا شهریور ۱۳۲۰ است که با نگارش یک اساسنامه ۱۴ ماده‌ای «انجمن آثار ملّی» را تشکیل دادند.
اقدامات :
- بنای آرامگاه حکیم ابوالقاسم فردوسی طوسی
- تشکیل مجمع بین‌المللی به مناسبت هزارمین سال تولّد فردوسی (۱۳۱۳)
- چاپ ۸ عنوان کتاب در خصوص ابنیّه تاریخی ایران و تخت جمشید

### دوره دوم (۱۳۲۳–۱۳۵۷)
دوره دوم از آذر ۱۳۲۳ شروع می‌شود و تا شهریور ۱۳۶۶ ادامه می‌یابد و از این تاریخ، بنابر تصویب شورای عالی انقلاب فرهنگی، با نام انجمن آثار و مفاخر فرهنگی به فعالیت خود ادامه داده است.
فعالیت انجمن از شهریور تا آذر ۱۳۲۳ به دلیل اشغال ایران توسّط متفقین و تغییر حکومت ایران متوقف شد. در آذر ۱۳۲۳ اساسنامه‌ای جدید تصویب شد و انجمن دوباره شروع به کار کرد.
اقدامات :
- بنای آرامگاه سعدی (۱۳۳۱)
- برگزاری جشن هزاره ابن سینا و بنای آرامگاه جدید او در همدان
- ساخت آرامگاه نادرشاه افشار، حکیم عمر خیام، شیخ فریدالدین عطار نیشابوری، استاد کمال‌الملک، باباطاهر عریان، صائب تبریزی، شیخ روزبهان، سیبویه، شیخ ابوالحسن خرقانی، شاه شجاع، ابن یمین فریومدی، ابوالحسن بیهقی، اوحدی مراغه‌ای و … (بیش از ۳۰ آرامگاه و بنای یادبود)
- تعمیر و مرمّت بناهای تاریخی ایران در شهرهای اصفهان، شیراز و خراسان
- نشر نزدیک ۱۴۲ عنوان کتاب و رساله که غالباً صبغه اسلامی داشته‌اند از آثار بزرگان ایران و کتاب‌های مربوط به جغرافیای تاریخی شهرهای ایران.
- سفارش به ساخت هفت طرح سیاه قلم از شعرا و دانشمندان ایران
- سفارش ساخت ۱۳ تندیس از جنس گچ، سنگ مرمر و برنز شامل مجسّمه نشسته فردوسی (هدیه دولت ایران به دولت ایتالیا)، مجسّمه نشسته فردوسی در باغ آرامگاه فردوسی در شهر طوس، مجسّمه عظیم‌الجثه در باغ نادری شهر مشهد، مجسمه نیم تنه خیام در آرامگاه خیام در نیشابور، مجسّمه نشسته خیام در پارک لاله تهران، مجسّمه ایستاده فردوسی در میدان فردوسی (تهران)، کتیبه نیم برجسته از صورت کمال‌الملک در آرامگاه وی در نیشابور، نیم تنه نادر شاه در مجموعه باغ - موزه نادری آرامگاه وی در مشهد، مجسّمه امیرکبیر در ایتالیا، مجسّمه یعقوب لیث صفاری در زابل، مجسّمه بوعلی سینا در میدان بوعلی شهر همدان، مجسّمه سعدی در شیراز.
- مرمت خانه قدیمی امیربهادر واقع در محلّ معروف به سر پل امیربهادر که برای استقرار دائمی انجمن نیز خریداری شد.

### دوره سوم
در سال ۱۳۶۵ در شورای عالی انقلاب فرهنگی تصویب شد که انجمن آثار ملّی با تغییری مختصر در وظایف و تغییر در نام، به انجمن آثار و مفاخر فرهنگی تبدیل شود. با هیئت امنایی شامل ریاست جمهوری، وزارت فرهنگ و ارشاد اسلامی، وزارت فرهنگ و آموزش عالی و استادان و علمایی زیر نظر شورای عالی انقلاب فرهنگی.
در نیمه دوم سال ۱۳۷۰ اعضای تکمیلی هیئت امنای انجمن به تصویب شورای عالی انقلاب فرهنگی رسید و از سوی وزیر فرهنگ و ارشاد اسلامی مدیر اجرایی انجمن برای راه‌اندازی آن تعیین گردید و در سال ۱۳۷۳ مجدداً آغاز به کار کرد.

## فعالیت‌ها
فعالیت‌های این انجمن از بدو تأسیس تا کنون را می‌توان به سه دوره تقسیم کرد: دوره اول از ۱۳۰۱ خورشیدی تا ۱۳۱۳ خورشیدی که با برگزاری جشن هزاره فردوسی خاتمه می‌یابد. دوره دوم از آذر ۱۳۲۳ شروع می‌شود و تا شهریور از ۱۳۶۶ خورشیدی ادامه می‌یابد. از این تاریخ(۱۳۶۶ خورشیدی) به تصویب شورای عالی انقلاب فرهنگی این انجمن با نام جدید انجمن آثار و مفاخر فرهنگی به فعالیت خود ادامه می‌دهد. اعضای انجمن (طبق اساسنامه اول و دوم)، با اندکی تغییر شامل ۱۵ تن اعضای مؤسس با عنوان «کمیته انجمن» است. افزون بر این افراد، شماری غیر محدود با عنوان اعضای عمومی و اعضای افتخاری نیز از میان علاقه‌مندان به علم و صنعت ایران برگزیده می‌شوند. هیئت مدیره انجمن از رئیس، معاونان او، منشی و تحویلدار، برای مدت یک سال از میان اعضای مؤسس انتخاب می‌گردند که وظیفه آنها اجرای تصمیمات هیئت مؤسس است. برخی از اعضای مؤسس انجمن در دوره اول شخصیت‌هایی چون محمدعلی فروغی، حسن مستوفی، حسن پیرنیا، تیمورتاش، کیخسرو شاهرخ بوده‌اند. در دوره دوم، شخصیتهایی مانند حسن اسفندیاری، حسین علا، علی‌اصغر حکمت، حسین سمیعی، سید حسن تقی‌زاده، قاسم غنی و محمد قزوینی با آن همکاری داشتند.

### دوره اول
مهم‌ترین اقدام انجمن در دوره اول و نخستین اقدام بزرگ و ماندگار آن چنان‌که عنوان شد، برگزاری هزاره فردوسی و بنای آرامگاه حکیم ابوالقاسم فردوسی بود. در دوره اول همچنین از ۸ عنوان کتاب در خصوص ابنیه تاریخی ایران و تخت جمشید رونمایی شد.

### دوره دوم
فعالیت انجمن از شهریور ۱۳۲۰ تا آذر ۱۳۲۳ به دلیل اشغال ایران توسّط متفقین و تغییر حکومت ایران متوقف شد. در آذر ۱۳۲۳ اساسنامه‌ای جدید تصویب شد و انجمن دوباره شروع به کار کرد. در ۲۲ آذر ماه سال ۱۳۲۲ انجمن به دنبال تصویب اساسنامه ای جدید دوباره آغاز به کار کرد و تا سال ۱۳۵۷ یعنی انقلاب اسلامی فعالیت‌های مهمی به ثمر رساند.
بنای آرامگاه برای بزرگان فرهنگ و ادب ایران زمین یکی از این اقدامات است. در کنار بنای آرامگاه توس، بنای آرامگاه ابن سینا، سعدی، نادرشاه، خیام، شیخ عطار، کمال الملک، باباطاهر، صائب تبریزی، شیخ روزبهان بقلی، سیبویه، شیخ ابوالحسن خرقانی، شاه شجاع، ابن یمین فرومدی، ابوالحسن بیهقی، اوحدی مراغه از اقدامات این انجمن است. همچنین احداث بنای معظمی در گورستان تاریخی سرخاب تبریز در مجاورت بقعه متبرک سید حمزه و آرامگاه شادروان ثقةالاسلام شهید به یاد سرایندگان و ادبای مدفون در آذربایجان از فعالیت‌های مهم انجمن است.
کمک به بازسازی بناهای تاریخی ایران در اصفهان، شیراز و خراسان. طبع و نشر آثار بزرگان ایران و کتاب‌های مربوط به جغرافیای تاریخی شهرهای ایران و باستان‌شناسی از دیگر فعالیت‌های انجمن آثار و مفاخر است. همچنین باید از برگزار کنگره بین‌المللی ابن سینا در سال ۱۳۳۳ خورشیدی و چاپ و انتشار کتاب‌ها و رسالات فارسی او مشتمل بر ۱۹ اثر، کتاب، جشن نامه ابن سینا در ۴ مجلد و ترجمه جلد اول جشن نامه به زبان فرانسه یاد کرد.
یکی دیگر از اقدامات ماندگار انجمن پیش از انقلاب که عموم مردم ایران آن را دیده‌اند و شاید هر روز از کنار آن‌ها بگذارند، سفارش به ساخت ۷ طرح سیاه قلم از شعرا و دانشمندان ایران و همچنین ۱۳ تندیس توسط انجمن از جنس گچ، سنگ مرمر، سپری و از جنس برنز از بزرگان ایران زمین است که این آثار توسط زنده یاد استاد ابوالحسن خان صدیقی ساخته شده است:
1. مجسمه نشسته فردوسی از سنگ مرمر، هدیه دولت ایران به دولت ایتالیا
2. مجسمه نشسته فردوسی از سنگ مرمر در باغ آرامگاه فردوسی در شهر طوس
3. مجسمه برنزی عظیم‌الجثه در باغ نادری در شهر مشهد مقدس
4. مجسمه نیم تنه خیام از سنگ مرمر در آرامگاه خیام در شهر نیشابور
5. مجسمه نشسته خیام از سنگ مرمر در پارک لاله تهران
6. مجسمه ایستاده فردوسی از سنگ مرمر در میدان فردوسی تهران
7. کتیبه نیم برجسته از صورت کمال الملک در آرامگاه کمال الملک در شهر نیشابور
8. نیم تنه نادرشاه در موزه نادری آرامگاه نادرشاه در شهر مشهد مقدس
9. مجسمه امیرکبیر در ایتالیا
10. مجسمه یعقوب لیث صفاری در زابل
11. مجسمه بوعلی سینا از سنگ مرمریت در شهر مشهد مقدس
12. مجسمه سعدی از سنگ مرمریت در شهر شیراز
13. مجسمه فرشته عدالت از سنگ مرمریت در کاخ دادگستری

## ترکیب اعضای انجمن
اعضای انجمن (طبق اساسنامه اول و دوم)، با اندکی تغییر شامل ۱۵ تن اعضای مؤسس با عنوان «کمیته انجمن» است. افزون بر این افراد، شماری غیر محدود با عنوان اعضای عمومی و اعضای افتخاری نیز از میان علاقه‌مندان به علم و صنعت ایران برگزیده می‌شوند. هیئت مدیره انجمن از رئیس، معاونان او، منشی و تحویلدار، برای مدت یک سال از میان اعضای مؤسس انتخاب می‌گردند که وظیفه آنها اجرای تصمیمات هیئت مؤسس است.
برخی از اعضای مؤسس انجمن در دوره اول شخصیت‌هایی چون محمدعلی فروغی، حسن مستوفی، حسن پیرنیا، تیمورتاش، کیخسرو شاهرخ بوده‌اند. در دوره دوم، شخصیت‌هایی مانند حسن اسفندیاری، حسین علا، علی‌اصغر حکمت، حسین سمیعی، سید حسن تقی‌زاده، قاسم غنی و محمد قزوینی با آن همکاری داشتند.

## محل کنونی انجمن آثار و مفاخر فرهنگی
انجمن در بدو تأسیس مکان مشخصی نداشت و هر بار در خانه یکی از اعضاء مؤسس تشکیل می‌شد. پس از تجدید فعالیت انجمن در ۱۳۲۳هـ. ش و گسترش تدریجی دامنه فعالیت‌های آن، نیاز به محلی برای استقرار انجمن ضرورت یافت. از این رو، در سال ۱۳۴۶ هـ. ش خانه قدیمی و بزرگ حسین پاشا خان ملقب به امیر بهادر، وزیر دربار مظفرالدین شاه واقع در محل معروف به سر پل امیر بهادر –که به حسینیه امیر بهادر معروف بود- با حدود سه هزار مترمربع وسعت، جهت استقرار انجمن آثار ملی خریداری شد. بنای این ساختمان به سال ۱۳۱۸هـ. ق/۱۲۷۹ هـ. ش /۱۹۰۰ میلادی بازمی‌گردد و دارای تالار بزرگ آئینه کاری در طبقه همکف و تالار بزرگ سخنرانی در طبقه اول است.
تاریخ ساخت بنا در یکی از تالارهای ساختمان ۱۳۱۸ هجری قمری (۱۲۷۹ خورشیدی) نشان داده شده است. این خانه در آغاز بزرگ‌تر بوده است و به مرور زمان و با جدا شدن بخش‌های گوناگون آن، فقط ساختمان امروزی به جا مانده است. این ساختمان حدود ۱۰۰۰ مترمربع در دو طبقه در زمینی به مساحت حدود ۳۰۰۰ مترمربع است.
این سازه دربردارندهٔ یک تالار آیینه‌کاری شده در طبقه هم‌کف و یک تالار در طبقهٔ نخست است. این خانه به شماره ۴۴۱۱ و در تاریخ ۱۳۸۰/۹/۵ در فهرست آثار ملی کشور ثبت شده است.
انجمن پس از خریداری بنای مذکور و انجام تعمیرات اساسی و مفصل با رعایت شیوه اصیل و قدیمی بنا، آن را مقر دائمی خود قرار داد.

## مهم‌ترین اقدام‌های انجمن
مهم‌ترین اقدام‌های انجمن عبارت بوده است از تشکیل همایش‌هایی در بزرگداشت فرهیختگان علم و ادب ایران، مانند جشن هزاره فردوسی، احداث و تعمیر آرامگاه برخی از بزرگان مانند آرامگاه‌های فردوسی، ابن سینا و سعدی، و ساخت تندیس آنان و تندیس نادرشاه، و نیز چاپ آثاری در زمینه‌های فلسفی، ادبی و علمی.

## تغییر در اساسنامه
در نخستین اساسنامه انجمن، هدف‌های تشکیل آن، چنین بیان شد: تأسیس موزه و کتابخانه‌ای در تهران، ثبت و طبقه‌بندی آثار ملی ایران، نگهداری مجموعه‌های نفیس در کتابخانه‌ها و موزه‌ها، بهره‌مند ساختن مردم از این مجموعه‌ها از راه تعلیم در مدارس و عرضه آنها در نمایشگاه‌ها، و سرانجام حفظ و احیای صنایع و هنرهای ایرانی.
این هدف‌ها در اساسنامه دوره دوم دگرگونی‌هایی یافت که از آن جمله‌اند: تجلیل از بزرگان ایران و احیای نام آنان از راه نشر آثار ایشان، ساختن آرامگاه یا تندیس بزرگان و کمک به تأسیس یا تکمیل کتابخانه‌ها و موزه‌ها در سایر شهرها.
در سال ۱۳۲۹، ابوالحسن صدیقی به انجمن آثار ملی پیوست. در این دوران او چهره‌نگاری از مشاهیر علمی و ادبی ایرانی را به انجام رساند و مجسمه‌ها و تابلوهای ماندگاری از مشاهیر ساخت. چهره‌نگاری از سعدی، بوعلی سینا، فردوسی و حافظ حاصل این دوران است. به مناسبت ۲۰ مهرماه و روز بزرگداشت حافظ در تالار شهید مطهری انجمن آثار و مفاخر فرهنگی از تصویر حافظ اثر ابوالحسن صدیقی رونمایی شد. این اثر در آرشیو انجمن آثار و مفاخر فرهنگی موجود است.